# Дискография Mumm-Ra
Дискография британской группы Mumm-Ra, играющей в жанрах инди-рока и брит-попа, включает в себя 1 студийный альбом, 4 мини-альбома и 5 синглов.
Образованная пятью подростками в 2000 году, группа Mumm-Ra в течение пяти лет развивалась в небольшом городе Восточного Суссекса. Получив положительные отзывы от музыкальных менеджеров за самостоятельно выпущенные демозаписи 2004—2006 годов, Mumm-Ra смогла выбраться за пределы родных мест и 24 июля 2006 года выпустила свою первую студийную работу — мини-альбом Black Hurts Day and the Night Rolls On, изданный входившим в «большую четвёрку» лейблом Sony BMG. Позже группа Mumm-Ra подписала контракт со старейшим музыкальным издательством Columbia Records. Предварительно выпустив три сингла к нему, 28 мая 2007 года группа презентовала свой дебютный альбом These Things Move in Threes, который принёс положительные отзывы и успех группе, какие нечасто может принести первый альбом такого молодого исполнителя.
Спустя пять лет после своего распада в 2008 году, группа Mumm-Ra объявила о своём возвращении. В 2013 года Mumm-Ra выпустила два новых сингла, «Technicolour» и «Jeremy», а 17 февраля 2014 года вышел новый мини-альбом Back to the Shore в количестве восьми песен.

## Студийные альбомы
| Год  | Альбом                                                                                             | Комментарий |
| ---- | -------------------------------------------------------------------------------------------------- | ----------- |
| 2007 | These Things Move in Threes - Дата выпуска: 28 мая 2007; - Лейблы: Columbia Records; - Формат: CD. | —           |
| 2020 | Parities                                                                                           | —           |

## Мини-альбомы
| Год  | Альбом | Комментарий                                                   |
| ---- | --- | ------------------------------------------------------------- |
| 2006 | Black Hurts Day and the Night Rolls On - Дата выпуска: 24 июля 2006; - Лейблы: Sony BMG, Columbia Records; - Формат: CD. | —                                                             |
| 2006 | Napster Live Session - Дата выпуска: 6 ноября 2006; - Лейбл: Columbia Records.                                           | Концертный мини-альбом.                                       |
| 2014 | Back to the Shore - Дата выпуска: 17 февраля 2014; - Лейбл: P-Vine Records; - Формат: цифровая дистрибуция, CD.          | Издан на CD в Японии лейблом P-Vine Records 4 июня 2014 года. |

## Синглы
| Год  | Название               | Дата выхода      | ВЕЛ | Альбом                      |
| ---- | ---------------------- | ---------------- | --- | --------------------------- |
| 2006 | «Out of the Question»  | 23 октября 2006  | 45  | These Things Move in Threes |
| 2007 | «What Would Steve Do?» | 19 февраля 2007  | 40  | These Things Move in Threes |
| 2007 | «She’s Got You High»   | 14 мая 2007      | 41  | These Things Move in Threes |
| 2013 | «Technicolour»         | 7 марта 2013     | —   | Back to the Shore           |
| 2013 | «Jeremy»               | 20 сентября 2013 | —   | Back to the Shore           |
| 2020 | Summer                 | 3 апреля 2020    | —   |                             |

## Видеоклипы
| Год  | Песня                         | Режиссёр                            |
| ---- | ----------------------------- | ----------------------------------- |
| 2006 | «Song B» ссылка               | Джеймс Слейтер (англ. James Slater) |
| 2006 | «Out of the Question» ссылка  | Дэниэл Леви (англ. Daniel Levi)     |
| 2007 | «What Would Steve Do?» ссылка | Бен Ролласон (англ. Ben Rollason)   |
| 2007 | «She’s Got You High» ссылка   | Рич Ли (англ. Rich Lee)             |
| 2007 | «Starlight» ссылка            |                                     |
| 2013 | «Technicolour» ссылка         |                                     |

## Демозаписи
| Год  | Демозапись                     |
| ---- | ------------------------------ |
| 2004 | Mumm-Ra the Everliving (EP)    |
| 2005 | The Dance in France (EP)       |
| 2006 | The Dance on the Shore (EP)    |
| 2006 | «What Would Steve Do?» (сингл) |